# Илюзия (филм, 2004)
„Илюзия“ (на македонска литературна норма: „Илузија“) е македонски игрален филм от 2004 г., на режисьора Светозар Ристовски. Премиерата на филма е на 11 септември 2004 г. в Република Македония.

## Сюжет
Внимание:  Текстът по-долу разкрива сюжета на произведението (или части от него)!
Историята на едно самотно дванадесетгодишно момче, живеещо в бедната Македония. Марко расте лишен от родителска грижа, приятелство, любов…

## Актьорски състав
В ролите:
| Актьор            | Роля                  |
| ----------------- | --------------------- |
| Марко Ковачевич   | Марко                 |
| Владо Йовановски  | Лазо, баща на Марко   |
| Мустафа Надаревич | Учител                |
| Мартин Йовцевски  | Леви                  |
| Данчо Чевревски   | Съсед                 |
| Елена Мосевска    | Ангя, майка на Марко  |
| Славица Манаскова | Фани, сестра на Марко |
| Никола Хейко      | Чернобил              |
| Кирил Гравчев     | Графче                |
| Тодор Йоновски    | Лефко                 |
| Ивица Мацкиноски  | Цвикер                |
| Ивица Бойкович    | Урко                  |
| Мария Сикаловска  | Ясмина                |
| Ивица Барбарелов  | Кобра                 |
| Боянко Димовски   | Моттич                |
| Иван Спасов       | Ромео                 |
| Бобан Кърстевски  | Хитлер                |
| Деян Ацимович     | Блашко                |
| Петар Мирчевски   | Полицай               |

## Награди
| Година | Място                                   | Награда        | Категория                | Номиниран(и)       | Резултат  |
| ------ | --------------------------------------- | -------------- | ------------------------ | ------------------ | --------- |
| 2004   | Международен филмов фестивал в Токио    | Токио Гран При | Главна награда           | Светозар Ристовски | номинация |
| 2005   | Международен Филмов фестивал в Анкъридж |                | Най-добър филм           | Светозар Ристовски | награда   |
| 2006   | Международен Филмов фестивал в Аванка   |                | Най-добър филм           | Светозар Ристовски | награда   |
| 2006   | Международен Филмов фестивал в Аванка   |                | Най-добър актьор         | Марко Ковачевич    | награда   |
| 2006   | Международен Филмов фестивал в Аванка   |                | Най-добра кинематография | Светозар Ристовски | награда   |